# 宰恰爾冰川
宰恰爾冰川（英語：Zaychar Glacier）是南極洲的冰川，位於葛拉漢地，長7.5公里，流經底特律高原東南坡，流經格里維察嶺和卡布萊什科夫嶺，最終在福瑟吉爾角西北面5公里注入威德爾海的奧德林灣。

## 外部連結

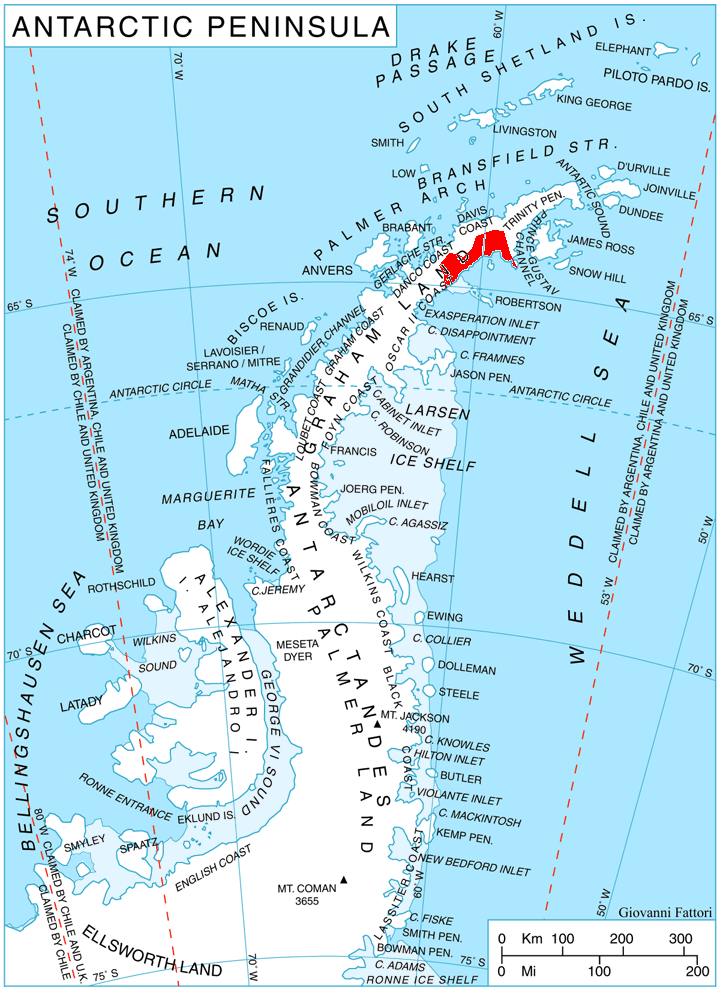

- Zaychar Glacier.（页面存档备份，存于） SCAR Composite Antarctic Gazetteer.

64°31′25″S 60°20′30″W / 64.52361°S 60.34167°W